# Incident
Incident è un cortometraggio documentario statunitense del 2023 diretto e montato da Bill Morrison.

## Trama
14 luglio 2018, Chicago, 2020 East 71st Street. Una sparatoria culmina nell'omicidio del trentasettenne afroamericano Harith "Snoop" Augustus da parte dell'agente di polizia Dillan Halley.

## Produzione
L'evento è ricostruito a partire dalle immagini registrate da varie fonti (telecamere di sorveglianza, bodycam degli agenti di polizia, smartphone) montate in split screen mostrando simultaneamente diversi punti di vista.

## Distribuzione
Incident ha avuto la sua première il 25 aprile 2023 al festival Visions du Réel. Successivamente è stato selezionato per numerosi festival cinematografici dedicati al genere documentario ed è stato nominato come miglior cortometraggio documentario ai Premi Oscar 2025.
Il 28 agosto 2024 il cortometraggio viene reso disponibile nella sua interezza sul sito del New Yorker.